# DDR-Skimeisterschaften 1977
Die 29. DDR-Skimeisterschaften fanden vom 10. bis 13. Februar 1977 im sächsischen Oberwiesenthal statt. In neun Entscheidungen der Nordischen Skidisziplinen Langlauf, Skispringen und Nordische Kombination, davon zwei Mannschaftswettbewerben, gingen ca. 180 Athleten an den Start. In der vorhergehenden Saison hatten die nordischen Skisportler bei den Olympischen Winterspielen in Innsbruck jeweils zweimal Gold, Silber und Bronze geholt. Danach waren mit Gerhard Grimmer und Axel Lesser bei den Skilangläufern sowie Hans-Georg Aschenbach bei den Skispringern drei erfolgreiche Sportler vom Leistungssport zurückgetreten. Speziell im Langlauf der Männer waren daher diese Meisterschaften auch ein Neustart. Allerdings fand dieser Neustart unter erschwerten Bedingungen statt. Durch die Winterspartakiade des Sportkomitees der befreundeten Armeen (SKDA), die im tschechoslowakischen Liberec stattfand, fehlten bei den Männerwettbewerben die Sportler aus Oberhof. Der ASK Vorwärts war mit 22 Athleten am Start. Bereits kurz vor Weihnachten waren die Meister auf den Langstrecken ermittelt worden. In Klingenthal-Mühlleithen fanden die Rennen über 50 km der Männer und 20 km der Frauen statt.

## Langlauf

### Männer

#### 15 km
Nach seinem eher enttäuschenden achten Platz über 30 Kilometer ließ Gert-Dietmar Klause der Konkurrenz über die 15 Kilometer keine Chance. Mit 42 Sekunden Vorsprung verwies er seinen Clubkameraden Jürgen Wolf auf den Silberrang. Der Oberwiesenthaler Hartmut Freyer konnte mit der Bronzemedaille die Phalanx der Klingenthaler Läufer durchbrechen. Immerhin kamen fünf Dynamosportler unter den ersten Sechs ein.
Datum: Sonnabend, 12. Februar 1977
| Platz | Sportler            | Mannschaft                | Zeit (h) |
| ----- | ------------------- | ------------------------- | -------- |
| 1     | Gert-Dietmar Klause | SC Dynamo Klingenthal     | 42:46,6  |
| 2     | Jürgen Wolf         | SC Dynamo Klingenthal     | 43:28,4  |
| 3     | Hartmut Freyer      | SC Traktor Oberwiesenthal | 43:28,5  |
| 4     | Gerd Heßler         | SC Dynamo Klingenthal     | 43:39,3  |
| 5     | Alf-Gerd Deckert    | SC Dynamo Klingenthal     | 44:32,1  |
| 6     | Volker Kunzmann     | SC Dynamo Klingenthal     | 44:58,0  |

#### 30 km
Einen Dreifacherfolg konnten die Klingenthaler Langläufer verbuchen. Mit Gerd Heßler als neuem Meister war dabei nicht unbedingt zu rechnen. Favorisiert war eigentlich der 15fache DDR-Meister Gert-Dietmar Klause. Durch eine Erkältung gehandicapt kam er letztlich jedoch nur auf Rang acht ein. Somit war der Weg frei für Heßlers ersten Titel über die 30 Kilometer. Mit Hartmut Freyer aus Oberwiesenthal kam der erste Sportler eines anderen Clubs auf dem vierten Platz ein, allerdings nur knappe drei Sekunden hinter Bronzemedaillengewinner Alf-Gerd Deckert.
Datum: Donnerstag, 10. Februar 1977
| Platz | Sportler            | Mannschaft                | Zeit (h)  |
| ----- | ------------------- | ------------------------- | --------- |
| 1     | Gerd Heßler         | SC Dynamo Klingenthal     | 1:27:47,1 |
| 2     | Volker Kunzmann     | SC Dynamo Klingenthal     | 1:28:00,7 |
| 3     | Alf-Gerd Deckert    | SC Dynamo Klingenthal     | 1:28:20,5 |
| 4     | Hartmut Freyer      | SC Traktor Oberwiesenthal | 1:28:23,7 |
| 5     | Jürgen Wolf         | SC Dynamo Klingenthal     | 1:29:34,7 |
| 6     | Arnd Krause         | ASK Oberhof               | 1:29:47,8 |
| 7     | Rainer Paul         | SC Dynamo Klingenthal     | 1:30:00,7 |
| 8     | Gert-Dietmar Klause | SC Dynamo Klingenthal     | 1:30:10,0 |

#### 50 km
Beim ersten Meisterschaftswettbewerb konnte der Olympiazweite von Innsbruck auf dieser Strecke, Gert-Dietmar Klause seinen insgesamt vierten Meistertitel über die Langstrecke feiern. Dabei deklassierte er seine Konkurrenten nahezu, Hartmut Freyer kam als Zweiter mit über drei Minuten Rückstand ins Ziel, Bronzemedaillengewinner Jürgen Wolf gar mit fünf Minuten Rückstand. Einer der aussichtsreichsten Mitkonkurrenten, der Klingenthaler Gerd Heßler, musste sturzbedingt nach 35 Kilometern aufgeben.
Datum: Donnerstag, 23. Dezember 1976
| Platz | Sportler            | Mannschaft                | Zeit (h) |
| ----- | ------------------- | ------------------------- | -------- |
| 1     | Gert-Dietmar Klause | SC Dynamo Klingenthal     | 2:45:13  |
| 2     | Hartmut Freyer      | SC Traktor Oberwiesenthal | 2:48:17  |
| 3     | Jürgen Wolf         | SC Dynamo Klingenthal     | 2:50:40  |
| 4     | Spengler            | ASK Vorwärts Oberhof      | 2:51:29  |
| 5     | Schmidt             | SC Motor Zella-Mehlis     | 2:52:30  |
| 6     | Volker Kunzmann     | SC Dynamo Klingenthal     | 2:54:15  |
| 7     | Schlott             | SC Motor Zella-Mehlis     | 2:56:33  |
| 8     | Voigt               | SC Motor Zella-Mehlis     | 2:58:33  |
| 9     | Grüber              | SC Motor Zella-Mehlis     | 3:00:20  |
| 10    | Müller              | SC Motor Zella-Mehlis     | 3:20:30  |

#### 4 × 10-km-Staffel
Auch im Staffelwettbewerb zeigte sich in Abwesenheit der Oberhofer Armeesportler die Favoritenstellung der Klingenthaler Männer. Beide antretende Staffeln lagen im Ziel auch vorn, wenngleich die I. Klingenthaler Staffel über vier Minuten schneller als die II. Klingenthaler Staffel war.
Datum: Sonntag, 13. Februar 1977
| Platz | Mannschaft                | Sportler                                                    | Zeit (h) |
| ----- | ------------------------- | ----------------------------------------------------------- | -------- |
| 1     | SC Dynamo Klingenthal I   | Gerd Heßler Volker Kunzmann Jürgen Wolf Gert-Dietmar Klause | 1:56:33  |
| 2     | SC Dynamo Klingenthal II  | Alf-Gerd Deckert Karsten Brandt Paul Sonntag                | 2:00:39  |
| 3     | SC Traktor Oberwiesenthal | G. Freyer Weise Hartmut Freyer Gergelt                      | 2:00:54  |
| 4     | SC Motor Zella-Mehlis I   |                                                             | 2:01:08  |
| 5     | SC Motor Zella-Mehlis II  |                                                             | 2:10:30  |

### Frauen

#### 5 km
Über die Sprintstrecke triumphierte Veronika Schmidt mit einer noch nie bei DDR-Meisterschaften gemessenen Zeit von unter 16. Minuten. Spannend wurde es um den Vizemeistertitel. Am Ende trennten Sigrun Krause nur vier Zehntel von der Bronzemedaillengewinnerin Barbara Petzold. Die erst 16-jährige Birgit Schreiber aus Oberwiesenthal verpasste Bronze nur um zwei Sekunden.
Datum: Sonnabend, 12. Februar 1977
| Platz | Sportler         | Mannschaft                | Zeit (h) |  |
| ----- | ---------------- | ------------------------- | -------- |  |
| 1     | Veronika Schmidt | SC Motor Zella-Mehlis     | 15:56,9  |  |
| 2     | Sigrun Krause    | ASK Oberhof               | 16:04,2  |  |
| 3     | Barbara Petzold  | SC Traktor Oberwiesenthal | 16:04,6  |  |
| 4     | Birgit Schreiber | SC Traktor Oberwiesenthal | 16:06,6  |  |
| 5     | Monika Heßler    | SC Dynamo Klingenthal     | 16:22,5  |  |
| 6     | Christel Meinel  | SC Dynamo Klingenthal     | 16:35,1  |  |

#### 10 km
Ihren ersten Titel über 10 Kilometer konnte die Vizeweltmeisterin von 1974 auf dieser Strecke, Barbara Petzold, feiern. Eine halbe Minute hinter der Vorjahressiegerin Veronika Schmidt gestartet, lag die Oberwiesenthalerin nach viereinhalb Kilometern schon gleichauf. Im Ziel hatte Petzold der Zella-Mehliserin fast eine Minute abgenommen, was für Veronika Schmidt Rang fünf bedeutete. Die Junioren-WM-Kandidatinnen Ute Nestler, Marlies Rostock, Elvira Pechmann und Birgit Schreiber ließ man pausieren.
Datum: Donnerstag, 10. Februar 1977
| Platz | Sportler         | Mannschaft                | Zeit (h) |
| ----- | ---------------- | ------------------------- | -------- |
| 1     | Barbara Petzold  | SC Traktor Oberwiesenthal | 31:11,6  |
| 2     | Sigrun Krause    | ASK Oberhof               | 31:49,1  |
| 3     | Christel Meinel  | SC Dynamo Klingenthal     | 31:50,0  |
| 4     | Monika Heßler    | SC Dynamo Klingenthal     | 31:59,7  |
| 5     | Veronika Schmidt | SC Motor Zella-Mehlis     | 32:08,5  |
| 6     | Monika Hirscht   | SC Dynamo Klingenthal     | 34:07,5  |

#### 20 km
Über die Langstrecke konnte Barbara Petzold ihren zweiten Meistertitel nach 1974 feiern. Auf teilweise vereister Spur gewann Veronika Schmidt, die während des Laufs dreimal gestürzt war, Silber. Vorjahressiegerin Sigrun Krause holte Bronze.
Datum: Donnerstag, 23. Dezember 1976
| Platz | Sportler         | Mannschaft                | Zeit (h) |
| ----- | ---------------- | ------------------------- | -------- |
| 1     | Barbara Petzold  | SC Traktor Oberwiesenthal | 1:09:21  |
| 2     | Veronika Schmidt | SC Motor Zella-Mehlis     | 1:11:47  |
| 3     | Sigrun Krause    | ASK Vorwärts Oberhof      | 1:12:27  |
| 4     | Elvira Pechmann  | SC Dynamo Klingenthal     | 1:12:48  |
| 5     | Marlies Rostock  | SC Dynamo Klingenthal     | 1:13:49  |
| 6     | Richter          | SC Traktor Oberwiesenthal | 1:13:52  |
| 7     | Monika Heßler    | SC Dynamo Klingenthal     | 1:14:04  |
| 8     | Ute Nestler      | SC Traktor Oberwiesenthal | 1:14:17  |
| 9     | Opitz            | SC Motor Zella-Mehlis     | 1:14:22  |
| 10    | Birgit Schreiber | SC Traktor Oberwiesenthal | 1:14:51  |

#### 4 × 5-km-Staffel
Der Sieg der Oberwiesenthaler Staffel war nie gefährdet, zu stark war die Staffel um Barbara Petzold, auch wenn mit Ute Nestler und Birgit Schreiber zwei Läuferinnen erst 16 Jahre alt waren. Wenngleich der Vorsprung nach der zweiten Läuferin von einer halben auf eine viertel Minute gegenüber der Klingenthaler Staffel geschmolzen war, liefen insbesondere Birgit Schreiber aber auch Barbara Petzold letztlich einen Vorsprung von über anderthalb Minuten heraus. Dank der starken Schlussläuferin Veronika Schmidt gewann die Staffel vom SC Motor Zella-Mehlis, die nach drei Läuferinnen noch auf Platz fünf lag, noch Bronze.
Datum: Sonntag, 13. Februar 1977
| Platz | Mannschaft                   | Sportler                                                        | Zeit (h) |
| ----- | ---------------------------- | --------------------------------------------------------------- | -------- |
| 1     | SC Traktor Oberwiesenthal I  | Ute Nestler Christiane Plänitz Birgit Schreiber Barbara Petzold | 1:08:06  |
| 2     | SC Dynamo Klingenthal I      | Elvira Pechmann Monika Heßler Marlies Rostock Christel Meinel   | 1:10:03  |
| 3     | SC Motor Zella-Mehlis I      | Marion Büchner Ehrlicher Schramm Veronika Schmidt               | 1:12:43  |
| 4     | SC Dynamo Klingenthal II     |                                                                 | 1:14:41  |
| 5     | SC Traktor Oberwiesenthal II |                                                                 | 1:15:18  |
| 6     | ASK Vorwärts Oberhof         |                                                                 | 1:15:46  |

## Nordische Kombination
Schon nach dem Springen strebte der Olympiasieger von Innsbruck, Ulrich Wehling, seinem vierten DDR-Meistertitel entgegen. Allerdings blieb ihm mit nur reichlich drei Punkten Rückstand der Bronzemedaillengewinner von Innsbruck, Konrad Winkler, auf den Fersen. Diesen Rückstand konnte Winkler im Langlauf allerdings nicht verkürzen, sondern er vergrößerte sich auf 49 Sekunden, wozu aber auch ein Bindungsschaden an Winklers Ski beitrug. Damit blieb für Winkler Silber hinter Wehling. Als Meisterschaftsentdeckung wurde Werner Leipold aus Zella-Mehlis gefeiert, der etwas überraschend die Bronzemedaille vor ambitionierten Nachwuchskadern wie Gunter Schmieder und Andreas Langer gewann.
Datum: Sprunglauf Freitag, 11. Februar 1977; 15 km Sonnabend, 12. Februar 1977
| Platz | Sportler         | Mannschaft                | Punkte |
| ----- | ---------------- | ------------------------- | ------ |
| 1     | Ulrich Wehling   | SC Traktor Oberwiesenthal | 444,90 |
| 2     | Konrad Winkler   | SC Traktor Oberwiesenthal | 433,92 |
| 3     | Werner Leipold   | SC Motor Zella-Mehlis     | 426,29 |
| 4     | Bernd Zimmermann | SC Dynamo Klingenthal     | 418,23 |
| 5     | Andreas Langer   | SC Traktor Oberwiesenthal | 411,83 |
| 6     | Gunter Schmieder | SC Dynamo Klingenthal     | 405,05 |

## Skispringen

### Normalschanze
Der letzte Wettbewerb der Meisterschaften fand auf der Fichtelbergschanze in Oberwiesenthal statt. In Abwesenheit des Oberhofer Vierschanzentourneesiegers Jochen Danneberg gewann der Zella-Mehliser Harald Duschek seinen ersten Meistertitel. Mitfavorit Henry Glaß, immerhin Dritter bei der vorhergehenden Vierschanzentournee und einen Tag vorher mit Silber von der Großschanze dekoriert, stürzte im Probedurchgang mit Rekordweite. Die Ärzte rieten ihm daraufhin von weiteren Sprüngen ab. So kam nach einer bis dahin eher durchwachsenen Saison Falko Weißpflog zu einer Silbermedaille, wenn auch mit fast 12 Punkten Rückstand auf Duschek. Für den neuen DDR-Meister von der Großschanze, Thomas Meisinger, reichte es diesmal nur für Bronze.
Datum: Sonntag, 13. Februar 1977
| Platz | Sportler         | Mannschaft                | Punkte |
| ----- | ---------------- | ------------------------- | ------ |
| 1     | Harald Duschek   | SC Motor Zella-Mehlis     | 255,0  |
| 2     | Falko Weißpflog  | SC Traktor Oberwiesenthal | 243,2  |
| 3     | Thomas Meisinger | SC Dynamo Klingenthal     | 235,4  |
| 4     | Dietrich Kampf   | SC Traktor Oberwiesenthal | 229,4  |
| 5     | Matthias Buse    | SC Dynamo Klingenthal     | 228,3  |
| 6     | Thomas           | SC Dynamo Klingenthal     | 227,2  |

### Großschanze
Schon bei der vorangegangenen Vierschanzentournee hatte der erst 19-jährige Klingenthaler Thomas Meisinger auf sich aufmerksam gemacht. Er belegte in der Gesamtwertung den sechsten Platz. Nach einer auskurierten Knöchelverletzung konnte er nun vor heimischer Kulisse von 20.000 Zuschauern auf der Großen Aschbergschanze seinen ersten und einzigen DDR-Meistertitel feiern. Nur Meisinger schaffte es, zwei annähernd gleichstarke Sprünge zu stehen. Sein Klubkamerad Henry Glaß hatte dementsprechend neun Punkte Rückstand auf den Sieger. Der wiedererstarkte Dietrich Kampf holte Bronze.
Datum: Sonnabend, 12. Februar 1977
| Platz | Sportler         | Mannschaft                | Punkte |
| ----- | ---------------- | ------------------------- | ------ |
| 1     | Thomas Meisinger | SC Dynamo Klingenthal     | 245,2  |
| 2     | Henry Glaß       | SC Dynamo Klingenthal     | 236,3  |
| 3     | Dietrich Kampf   | SC Traktor Oberwiesenthal | 225,6  |
| 4     | Harald Duschek   | SC Motor Zella-Mehlis     | 220,6  |
| 5     | Bernd Eckstein   | SC Motor Zella-Mehlis     | 219,4  |
| 6     | Rom              | SC Traktor Oberwiesenthal | 206,1  |

## Medaillenspiegel
Der SC Traktor Oberwiesenthal musste sich trotz Heimvorteils knapp den Dynamosportlern aus Klingenthal geschlagen geben. Beim ASK Oberhof machte sich das Fehlen solcher Athleten wie Martin Weber oder Jochen Danneberg bemerkbar.
| Medaillenspiegel (nach allen 11 Wettbewerben) | Medaillenspiegel (nach allen 11 Wettbewerben) | Medaillenspiegel (nach allen 11 Wettbewerben) | Medaillenspiegel (nach allen 11 Wettbewerben) | Medaillenspiegel (nach allen 11 Wettbewerben) | Medaillenspiegel (nach allen 11 Wettbewerben) |
| Platz                                         | Mannschaft                                    | Gold                                          | Silber                                        | Bronze                                        | Gesamt                                        |
| --------------------------------------------- | --------------------------------------------- | --------------------------------------------- | --------------------------------------------- | --------------------------------------------- | --------------------------------------------- |
| 1                                             | SC Dynamo Klingenthal                         | 5                                             | 5                                             | 4                                             | 14                                            |
| 2                                             | SC Traktor Oberwiesenthal                     | 4                                             | 3                                             | 4                                             | 11                                            |
| 3                                             | SC Motor Zella-Mehlis                         | 2                                             | 1                                             | 2                                             | 5                                             |
| 4                                             | ASK Oberhof                                   | 0                                             | 2                                             | 1                                             | 3                                             |